# Combahee River Collective
El Combahee River Collective (en español: Colectivo del río Combahee) fue una organización feminista negra y lésbica que operó en Boston entre 1974 y 1980, conocida por su declaración de principios, Combahee River Collective Statement (Declaración del Colectivo del río Combahee), un documento clave para la historia del feminismo negro contemporáneo y el desarrollo de conceptos de identidad como los que usaban las organizaciones políticas y los teóricos sociales. Dicha declaración también aglutinará a mujeres asiáticas y chicanas.

## Principios en la NBFO
La escritora Barbara Smith y otras delegadas que asistieron al primer congreso regional (1973) de la National Black Feminist Organization (Organización Nacional del Feminismo Negro), en Nueva York, realizaron el trabajo preliminar para el Combahee River Collective con sus esfuerzos para construir una sección de la NBFO en Boston.
En su ensayo de 2001 From the Kennedy Commission to the Combahee Collective, la historiadora y profesora de estudios afroamerianos Duchess Harris afirma que en 1974 el colectivo de Boston se dio cuenta de que su punto de vista sobre el cambio social era más radical que el de la NBFO, y como consecuencia, el grupo decidió establecerse por su cuenta como Combahee River Collective. Las miembros del colectivo, especialmente Barbara Smith y Demita Frazier, creían que era crítico que la organización se orientara hacia las necesidades de las lesbianas negras, además de organizarse en representación de las feministas negras.

## Nombre del colectivo
El nombre del colectivo fue sugerido por Barbara Smith. Ella quería nombrar al colectivo en honor de un acontecimiento histórico significativo para las mujeres afroamericanas. Smith mencionó que: «Fue una forma de hablar de nosotras siendo un continuo de lucha negra, de lucha de las mujeres negras.» El nombre conmemora una operación militar planeada y liderada por Harriet Tubman el 2 de junio de 1863 en el río Combahee, un río de aguas negras de la región de Port Royal en Carolina del Sur. La acción liberó a más de 750 esclavos en la única campaña militar de la historia de Estados Unidos planeada y dirigida por una mujer. Este suceso era conocido por Smith por un ejemplar del libro Harriet Tubman, Conductor on the Underground Railroad de Earl Conrad.

## Desarrollo de la declaración
La declaración del colectivo del río Combahee fue desarrollada por «un colectivo de feministas negras [...] involucradas en el proceso de definir y clarificar nuestra política, mientras [...] se realiza trabajo político con nuestro propio grupo y en coalición con otras organizaciones y movimientos...»
Los miembros del colectivo describieron haber tenido un sentimiento de haber creado algo que no había existido previamente. Demita Frazier describió los inicios del colectivo comenzó como «pastel sin receta» el sentido de que las mujeres involucradas tenían que crear el sentido y el propósito del grupo desde cero. En su ensayo de 1995 Doing it from Scratch: The Challenge of Black Lesbian Organizing (Empezar de cero: el desafío de la organización lésbica negra), que toma prestada la declaración de Frazier, Barbara Smith describió las actividades iniciales del colectivo como «creación de conciencia y trabajo político sobre multitud de temas», junto con la construcción de «redes de amistad, comunidad y una rica cultura de mujeres negras donde no había existido antes.»

### Proceso de escritura de la declaración
A mediados de la década de 1970 los miembros del Combahee River Collective se reunían en el centro para mujeres de Cambridge (Massachusetts).
El colectivo organizó retiros por el noreste de EE. UU. entre 1977 y 1979 para discutir temas de preocupación del feminismo negro. La escritora Alexis De Veaux, biógrafa de la poetisa Audre Lorde, comentó que el objetivo de estos retiros era «institucionalizar el feminismo negro» y desarrollar «una separación ideológica con el feminismo blanco», además de discutir «las limitaciones de la fijación del feminismo blanco con la primacía del género como opresión.».
El primer 'retiro del feminismo negro' se realizó en julio de 1977 en South Hadley, Massachusetts. Su objetivo era evaluar el estado del movimiento, compartir información sobre el trabajo político de las participantes, y hablar sobre las posibilidades y los problemas para organizar a las mujeres negras. «Veinte feministas negras [...]] fueron invitadas (y) se les pidió que trajeran copias de algunos escritos relevantes para el feminismo negro - artículos, panfletos, periódicos, sus propios trabajos creativos - para compartirlos con el grupo. Frazier, Smith y Smith, que habían organizado los retiros esperaban que proporcionarían estímulo político y rejuvenecimiento espiritual.»
El segundo retiro se realizó en noviembre de 1977 en Franklin Township, Nueva Jersey, y la tercera y la cuarta se programaron para marzo y julio de 1978. «Después de que estos retiros se realizaran se animó a las participantes a escribir artículos sobre la mujer del tercer mundo para Conditions, una revista editada por Lorraine Bethel y Barbara Smith.» La importancia de la publicación se resaltó en el quinto retiro, realizado en julio de 1979, y el colectivo discutió contribuir con artículos de temática histórica lésbica para dos revistas, Heresies y Frontiers.
«Las participantes en el sexto retiro [...] discutieron artículos del ejemplar de mayo/junio de 1979 de The Black Scholar titulados colectivamente El debate del sexismo negro [...] Además discutieron de la importancia de escribir para Essence para apoyar un artículo del número de septiembre de 1979 titulado Soy lesbiana, de Chirlane McCray, que [...] fue miembro de Combahee.» 
El séptimo retiro se realizó en Washington D. C., en febrero de 1980. La declaración final se basó en esta discusión del colectivo y fue redactada por las activistas Barbara Smith, Demita Frazier y Beverly Smith.

### Impacto político, social y cultural de la declaración
La declaración del colectivo del río Combahee es considerada entre los documentos más convincentes producidos por el feminismo negro, y Harriet Sigerman, autora de The Columbia Documentary History of American Women Since 1941 califica las soluciones que propone la declaración para los problemas sociales como la discriminación racial y sexual, la homofobia y la política clasista de «multifacéticas e interconectadas.».
M. E. Hawkesworth and Maurice Kogan se refiere a esta declaración en su obra Encyclopedia of Government and Politics como «lo que con frecuencia se ve como la declaración definitiva respecto a la importancia de la política de identidad, particularmente para la gente cuya identidad está marcada por múltiples opresiones entrelazadas.»
Se acredita a Smith y al Combahee River Collective la acuñación del término política de identidad, que la definieron como «una política que surge de nuestras experiencias materiales objetivas como mujeres negras». En su ensayo From the Kennedy Commission to the Combahee Collective: Black Feminist Organizing, 1960–1980, Duchess Harris reconoce los méritos de «las expresiones políticas plurales de las feministas negras en el Combahee River Collective definiendo la naturaleza de la política de identidad en la década de los 1980 y 1990, y desafiando a las primeras apelaciones y doctrinas "existencialistas"...»
El colectivo desarrolló un análisis multidimensional que reconoce una simultaneidad de opresiones, y rechaza clasificar las opresiones según la raza, la clase y el sexo. Según la escritora y académica Angela Davis, este análisis estaba influenciado por los movimientos iniciales del marxismo negro y el nacionalismo negro, y era de naturaleza antirracista y anticapitalista.

## Declaración del Colectivo del Río Combahee (1977)

### Opresiones entrelazadas
La declaración establece «el compromiso para luchar activamente contra la opresión racial, sexual, heterosexual y de clase» y describe como su tarea especial «el desarrollo del análisis y la práctica integrados basados en el hecho de que los principales sistemas de opresión están entrelazados» Entonces concluyeron que:«la síntesis de estas opresiones crea las condiciones de nuestras vidas.»

### Liberación de las mujeres negras
El colectivo hizo hincapié en respaldar la creencia fundamental y compartida de que las mujeres negras son inherentemente valiosas y que su liberación es una necesidad no asociada a las de nadie más sino por su propia necesidad como personas autónomas. y expresan un compromiso especial para trabajar en esas luchas en las que la raza, el sexo y la clase son factores simultáneos de opresión.

### Importancia del feminismo negro
El grupo veía al feminismo negro como el movimiento político lógico para combatir las opresiones múltiples y simultáneas que afectan a todas las mujeres negras. y creía que «la política más profunda y potencialmente radical viene directamente de nuestra propia identidad.»
La declaración describe «el feminismo negro contemporáneo como el resultado de incontables generaciones de sacrificio personal, militancia, y trabajo de nuestras madres y hermanas» tales como  Sojourner Truth, Harriet Tubman, Frances E. W. Harper, Ida B. Wells Barnett y Mary Church Terrell, (además de miles y miles de mujeres desconocidas." El trabajo de estas habría sido ocultado «por las fuerzas reaccionarias externas y el racismo y elitismo del movimiento [feminista].»

### Problemas para organizar a las feministas negras
La declaración del colectivo señala que: «El feminismo es [...] muy amenazante para la mayoría de la gente negra porque llama a cuestionar algunos de los supuestos más básicos de nuestra existencia, por ejemplo, que el sexo debería ser determinante en el poder de las relaciones [...] Las condiciones materiales de la mayoría de la gente negra apenas les inducen a alterar sus acuerdos económicos y sexuales que parecen representar cierta estabilidad en sus vidas. Muchas mujeres negras tienen un buen conocimiento tanto del sexismo como del racismo en sus vidas, pero a causa de las restricciones cotidianas en sus vidas no pueden arriesgarse a luchar contra ambas.»

### Destrucción del capitalismo, imperialismo y el patriarcado
El colectivo teorizó que para la liberación de todas las personas oprimidas era necesaria la destrucción de los sistemas políticos y económicos del capitalismo, imperialismo y el patriarcado.

### Racismo en el feminismo blanco
EL colectivo Combahee expresó su preocupación y deseo de señalar públicamente el tema de racismo en el movimiento feminista blanco. La declaración deja claro que: «Eliminar el racismo en el movimiento femenino blanco es por definición un trabajo que tienen que hacer las mujeres blancas, pero nosotras seguiremos denunciando y exigiendo responsabilidad sobre este tema.»

## Otros trabajos políticos
En la enciclopedia Lesbian Histories and Cultures una de las editoras, Jaime M. Grant, contextualiza el trabajo del CRC en las tendencias políticas de su época de la siguiente forma:

El colectivo se agrupó en un momento en el que muchas de sus miembros estaban luchando por definir una práctica de feminismo liberador junto al ascendente del movimiento feminista predominántemente blanco, y la opinión del nacionalismo negro de que las mujeres debían supeditarse al liderazgo negro masculino.

Grant cree que CRC fue más de importancia transcendental en el surgimiento de la política de coalición de finales de la década de 1970 y comienzos de la de 1980 que demostró los papeles claves que las feministas progresistas de color podían desempeñar, cubriendo huecos «entre continuidades diversas», además de crear al mismo tiempo nuevas posibilidades para el cambio en comunidades profundamente divididas.
Señala que además de escribir la declaración los miembros del colectivo lucharon activamente contra la segregación en las escuelas públicas de Boston, en campañas comunitarias contra la brutalidad policial en los barrios negros y en las manifestaciones solicitando puestos de trabajo en la construcción para obreros negros.
El colectivo también fue políticamente activo en temas de violencia contra las mujeres, en particular el asesinato en Boston de doce mujeres negras y una mujer blanca en 1979. Ya que según Becky Thompson, profesora del Simmons College y autora de A Promise and a Way of Life: White Antiracist Activism, el departamento de policía de Boston y los medios de comunicación intentaron despachar los asesinatos sin una investigación exhaustiva con alegaciones de que eran prostitutas.
En una colaboración en un diario en 1979 Barbara Smith escribió:

Ese invierno y primavera fueron una época de gran desmoralización, furia, tristeza y miedo para muchas mujeres negras de Bostón, incluida yo misma. Para mi además fue un tiempo de organización política de una intensidad e importancia como nunca había realizado antes. El análisis político y la práctica del feminismo negro que el Combahee River Collective había desarrollado en 1974 nos posibilitaba entender tanto las implicaciones político sexuales como político raciales de los asesinatos y nos posicionaron para ser el enlace entre las diversas comunidades que estaban indignadas: la gente negra, especialmente las mujeres negras, otras mujeres de color, y las feministas blancas, muchas de las cuales además eran lesbianas.

Smith desarrolló estas ideas en un panfleto sobre el tema, articulando la necesidad de considerar estos asesinatos tanto crímenes racistas como sexistas y haciendo hincapié en la necesidad de hablar sobre la violencia contra las mujeres en la comunidad negra.
En una entrevista de 1994 con Susan Goodwillie, Smith señaló que esta acción abrió al grupo a la comunidad mayoritaria de Boston. Comentó que el panfleto  con el análisis político había sido elaborado por el Combahee River Collective. Dijo que «fue un gran riesgo para nosotras, un gran salto de identificarnos a nosotras mismas en algo que sabíamos iba a tener una gran difusión.»
La historiadora Duchess Harris cree que el colectivo tuvo su momento de mayor cohesión y actividad durante los asesinatos de Boston, al tener un suceso al que responder y en torno al que organizarse colectivamente dándoles una causa en la que centrarse.

## Final
El colectivo realizó su último retiro de contacto en febrero de 1980, y se disolvieron a lo largo de ese año.

## Miembros y participantes destacadas
Entre las miembros, participantes y contribuyentes del colectivo del río Combahee destacan:
- Barbara Smith
- Sharon Page Ritchie
- Cheryl Clarke
- Margo Okazawa Rey
- Gloria Akasha Hull
- Eleanor Johnson
- Demita Frazier
- Audre Lorde
- Cessie Alfonso
- Chirlane McCray
- Beverly Smith